# Shujing
Lo 書經T, 书经S, ShūjīngP, lett. "Classico dei documenti", noto anche come 尚書T, 尚书S, ShàngshūP, lett. "Stimati documenti", o semplicemente 書T, 書/书S, ShūP, lett. "Documenti", è una raccolta di documenti relativi agli eventi della storia della Cina antica. In occidente il titolo viene tradotto come Classico dei documenti o più semplicemente Documenti, talvolta anche Libro della Storia o Libro dei Documenti. Il libro fa parte dei Cinque classici della letteratura cinese classica.

## Contenuto
Il libro consta di 58 capitoli (incluse otto sottosezioni), 33 delle quali sono generalmente ritenute opere autentiche del VI secolo a.C.
I primi cinque capitoli del libro riportano e tramandano il pensiero e le gesta di sovrani illustri dell'epoca leggendaria come Yao e Shun; i successivi 4 capitoli, la cui storicità è ancora in discussione, sono dedicati ai fatti della dinastia Xia; i seguenti 17 capitoli trattano della dinastia Shang e della sua caduta. Gli ultimi 32 capitoli sono dedicati alla dinastia Zhou sotto il regno di Mu di Qin.
Il libro, che può essere considerato il primo esempio di narrativa cinese, contiene esempi di prosa molto antica ed è generalmente considerato uno dei Cinque Classici. Molte citazioni dello Shu Jing sono contenute nei testi su bambù rinvenuti nelle tombe di Guodian, in Hubei, datate al 300 a.C.

## Trasmissione dei testi
Lo Shujing era compreso fra i libri dei quali l'imperatore Qin Shi Huangdi della dinastia Qin aveva ordinato la distruzione nel 213. Esistono tre diverse varianti del libro: 
- Nuovo Testo trasmesso da Fu Sheng dopo la caduta della dinastia Qin, una versione in 33 capitoli (in origine erano 28 o 29, ma alcuni capitoli furono divisi in più parti da Du Lin durante il I secolo) che ometteva oltre 72 capitoli del testo originale.
- Vecchio Testo ritrovato dal principe Liu Yu e trasmesso da Kong Anguo durante la seconda metà del II secolo a.C., che aggiungeva 16 nuovi capitoli, persi in epoca successiva.
- Vecchio Testo contraffatto, una versione contraffatta del Vecchio Testo con 26 capitoli (inclusa una prefazione) che sarebbero stati riscoperti da Mei Ze durante il IV secolo, presentata alla corte imperiale della dinastia Jin orientale. Questa versione consiste di 59 capitoli (i 33 capitoli del Nuovo Testo più i 26 capitoli aggiunti).

A partire dalla dinastia Song, sono stati avanzati molti dubbi sulla provenienza di capitoli esistenti del Vecchio Testo, che sono stati risolti solo nel XVII secolo a seguito delle ricerche e delle conclusioni di Yan Ruoju.

## I Capitoli
| Capitolo   | Cinese | Cinese     | Traduzione Nuovo Testo; Vecchio Testo contraffatto | Traduzione Nuovo Testo; Vecchio Testo contraffatto                            |
| ---------- | ------ | ---------- | -------------------------------------------------- | ----------------------------------------------------------------------------- |
| 01 (01)    | 虞書   | 堯典       | Documento di Yu [Shun]                             | Il Canone di Yao                                                              |
| 02 (02)    | 虞書   | 舜典       | Documento di Yu [Shun]                             | Il Canone di Shun (in origine sezione di Yao)                                 |
| 03 (01)    | 虞書   | 大禹謨     | Documento di Yu [Shun]                             | I Consigli del Grande Yu                                                      |
| 04 (03)    | 虞書   | 皋陶謨     | Documento di Yu [Shun]                             | I Consigli di Gaotao                                                          |
| 05 (04)    | 虞書   | 益稷       | Documento di Yu [Shun]                             | Yi e Ji (in origine sezione di Gaotao)                                        |
| 06 (05)    | 夏書   | 禹貢       | Il Documento [della dinastia] Xia                  | Il Tributo del Grande Yu                                                      |
| 07 (06)    | 夏書   | 甘誓       | Il Documento [della dinastia] Xia                  | Il discorso [alla battaglia] di Gan                                           |
| 08 (02)    | 夏書   | 五子之歌   | Il Documento [della dinastia] Xia                  | Le canzoni dei cinque fratelli [del Re Taikang]                               |
| 09 (03)    | 夏書   | 胤征       | Il Documento [della dinastia] Xia                  | La spedizione punitiva contro il Re Zhongkang di Yin                          |
| 10 (07)    | 商書   | 湯誓       | Il Documento [della dinastia] Shang                | Il discorso [del Re] Tang                                                     |
| 11 (04)    | 商書   | 仲虺之誥   | Il Documento [della dinastia] Shang                | L'annuncio di Zhonghui                                                        |
| 12 (05)    | 商書   | 湯誥       | Il Documento [della dinastia] Shang                | L'annuncio [del Re] Tang                                                      |
| 13 (06)    | 商書   | 伊訓       | Il Documento [della dinastia] Shang                | Le istruzioni di Yi [Yin]                                                     |
| 14 (07-09) | 商書   | 太甲上中下 | Il Documento [della dinastia] Shang                | Re Taijia, Parte 1, 2 & 3                                                     |
| 15 (10)    | 商書   | 咸有一德   | Il Documento [della dinastia] Shang                | Il comune possesso della Pura Virtù                                           |
| 16 (08-10) | 商書   | 盤庚上中下 | Il Documento [della dinastia] Shang                | Re Pangeng, Parte 1, 2 & 3                                                    |
| 17 (11-13) | 商書   | 說命上中下 | Il Documento [della dinastia] Shang                | L'incarico a Yue [di Fuxian] Parte 1, 2 & 3                                   |
| 18 (11)    | 商書   | 高宗肜日   | Il Documento [della dinastia] Shang                | Il giorno del sacrificio supplementare del Re Gaozong [Wuding]                |
| 19 (12)    | 商書   | 西伯戡黎   | Il Documento [della dinastia] Shang                | Il capo della conquista [dello Stato] di Li da parte [del Re Wen] occidentale |
| 20 (13)    | 商書   | 微子       | Il Documento [della dinastia] Shang                | Principe Weizi                                                                |
| 21 (14-16) | 周書   | 泰誓上中下 | Il Documento [della dinastia] Zhou                 | Il Grande Discorso, Parte 1, 2 & 3                                            |
| 22 (14)    | 周書   | 牧誓       | Il Documento [della dinastia] Zhou                 | Il discorso [alla battaglia] di Muye                                          |
| 23 (17)    | 周書   | 武成       | Il Documento [della dinastia] Zhou                 | La vittoriosa conclusione della Guerra [contro Shang]                         |
| 24 (15)    | 周書   | 洪範       | Il Documento [della dinastia] Zhou                 | Il Grande Piano [di Jizi]                                                     |
| 25 (18)    | 周書   | 旅獒       | Il Documento [della dinastia] Zhou                 | La cacciata dei Lu [delle tribù occidentali]                                  |
| 26 (16)    | 周書   | 金滕       | Il Documento [della dinastia] Zhou                 | Il Forziere d'oro [di Zhou Gong]                                              |
| 27 (17)    | 周書   | 大誥       | Il Documento [della dinastia] Zhou                 | Il Grande Annuncio                                                            |
| 28 (19)    | 周書   | 微子之命   | Il Documento [della dinastia] Zhou                 | L'incarico al Principe Weizi                                                  |
| 29 (18)    | 周書   | 康誥       | Il Documento [della dinastia] Zhou                 | L'Annuncio al Principe Kang                                                   |
| 30 (19)    | 周書   | 酒誥       | Il Documento [della dinastia] Zhou                 | L'annuncio dell'ubriachezza                                                   |
| 31 (20)    | 周書   | 梓材       | Il Documento [della dinastia] Zhou                 | Il legname di Rottlera                                                        |
| 32 (21)    | 周書   | 召誥       | Il Documento [della dinastia] Zhou                 | L'Annuncio del Duca Shao                                                      |
| 33 (22)    | 周書   | 洛誥       | Il Documento [della dinastia] Zhou                 | L'Annuncio di Luoyang                                                         |
| 34 (23)    | 周書   | 多士       | Il Documento [della dinastia] Zhou                 | I numerosi ufficiali                                                          |
| 35 (24)    | 周書   | 無逸       | Il Documento [della dinastia] Zhou                 | Contro l'ozio lussurioso                                                      |
| 36 (25)    | 周書   | 君奭       | Il Documento [della dinastia] Zhou                 | Il Signore Shi [Duca Shao]                                                    |
| 37 (20)    | 周書   | 蔡仲之命   | Il Documento [della dinastia] Zhou                 | L'incarico a Cai Zhong                                                        |
| 38 (26)    | 周書   | 多方       | Il Documento [della dinastia] Zhou                 | Le numerose Regioni                                                           |
| 39 (27)    | 周書   | 立政       | Il Documento [della dinastia] Zhou                 | La formazione del Governo                                                     |
| 40 (21)    | 周書   | 周官       | Il Documento [della dinastia] Zhou                 | Gli Uffici di Zhou                                                            |
| 41 (22)    | 周書   | 君陳       | Il Documento [della dinastia] Zhou                 | Il Signore Chen                                                               |
| 42 (28)    | 周書   | 顧命       | Il Documento [della dinastia] Zhou                 | L'incarico di testamento                                                      |
| 43 (29)    | 周書   | 康王之誥   | Il Documento [della dinastia] Zhou                 | L'annuncio del Re Kang (in origine sezione dell'incarico di testamento)       |
| 44 (23)    | 周書   | 畢命       | Il Documento [della dinastia] Zhou                 | L'incarico al Duca di Bi                                                      |
| 45 (24)    | 周書   | 君牙       | Il Documento [della dinastia] Zhou                 | Il Signore Ya                                                                 |
| 46 (25)    | 周書   | 冏命       | Il Documento [della dinastia] Zhou                 | L'incarico a Jiong                                                            |
| 47 (30)    | 周書   | 呂刑       | Il Documento [della dinastia] Zhou                 | Il Marchese Lu sulle punizioni                                                |
| 48 (31)    | 周書   | 文侯之命   | Il Documento [della dinastia] Zhou                 | L'incarico al Marchese Wen [di Jin]                                           |
| 49 (32)    | 周書   | 費誓       | Il Documento [della dinastia] Zhou                 | Il Discorso [alla battaglia] di Fei                                           |
| 50 (33)    | 周書   | 秦誓       | Il Documento [della dinastia] Zhou                 | Il Discorso [del Duca Mu] di Qin                                              |